# Interdisciplinaire sociale wetenschap
Interdisciplinaire sociale wetenschap (ISW), voorheen Algemene sociale wetenschappen (ASW), is een universitaire bachelorstudie die zich richt op de studie van actuele sociale vraagstukken. In de opleiding wordt hiertoe een basis van kennis in de psychologie, sociologie en antropologie gelegd, alsmede academische methodologie aangeleerd. De studie hanteert hierbij een interdisciplinaire benadering. De titulatuur van de bachelor is BSc. 
ISW ontwikkelt deze expertise vooral ten aanzien van vraagstukken van zorg en welzijn,  culturen en minderheden, en jeugd en gezin. Aansluitend aan de bachelor is het mogelijk een ISW-master te volgen. De keuze bestaat uit de academische masters Sociale Vraagstukken: Interventies en Beleid; Arbeid, Zorg & Welzijn; Multiculturalisme in Vergelijkend Perspectief; Jeugdstudies; vier researchmasters en een educatieve master (leraar VHO Maatschappijleer). De titulatuur behorend tot de masters is MSc resp. MSc(Res) resp. MA. 
Interdisciplinaire sociale wetenschap is in Nederland aan de Universiteit Utrecht (UU) en de Universiteit van Amsterdam (UvA) te volgen. Bovenstaande beschrijving betreft de opleidingsopzet te Utrecht. Interdisciplinaire sociale wetenschap is daar tevens de naam van het departement. In Amsterdam is onder dezelfde naam een interdisciplinaire sociaal-wetenschappelijke studie te volgen, met de subbenaming 'Gedrag en samenleving' (de voorgaande naam van het UvA-bachelorprogramma). De inhoud van de programma's bij beide universiteiten is gericht op interdisciplinariteit en een brede basis in de sociale wetenschappen, maar verschilt significant in opbouw. Zo wordt aan de UvA breder begonnen, maar naar een specifieke disciplinaire master toegewerkt. Er zijn daar dan ook geen masters ISW te volgen. 